# Liste der Naturdenkmale in Bönnigheim
| Naturdenkmale | Anzahl |
| ------------- | ------ |
| FND           | 9      |
| END           | 5      |
| Gesamt        | 14     |

Die Liste der Naturdenkmale in Bönnigheim nennt die verordneten Naturdenkmale (ND) der im baden-württembergischen Landkreis Ludwigsburg liegenden Gemeinde Bönnigheim. In Bönnigheim gibt es insgesamt vierzehn als Naturdenkmal geschützte Objekte, davon sind neun flächenhafte Naturdenkmale (FND) und fünf Einzelgebilde-Naturdenkmale (END).
Stand: 30. Oktober 2016.

## Flächenhafte Naturdenkmale (FND)
| Name                                              | Bild | Kennung     | Einzelheiten | Position | Fläche Hektar | Datum        |
| ------------------------------------------------- | ---- | ----------- | ------------ | -------- | ------------- | ------------ |
| Ehemaliger Steinbruch am Neuberg                  | BW   | 81180100007 | Bönnigheim   | ⊙        | 2,4           | 7. Juli 1989 |
| Erlenbruchwald                                    | BW   | 81180100011 | Bönnigheim   | ⊙        | 0,3           | 7. Juli 1989 |
| Feuchtgebiet am Ensbach                           | BW   | 81180100009 | Bönnigheim   | ⊙        | 0,5           | 7. Juli 1989 |
| Feuchtwiesen und Wasserlauf                       | BW   | 81180100014 | Bönnigheim   | ⊙        | 0,7           | 2. Apr. 1993 |
| Frauenbergweg                                     | BW   | 81180100003 | Bönnigheim   | ⊙        | 0,7           | 7. Juli 1989 |
| Gehölzgruppe mit Feuchtgebiet im Gewann Seewiesen | BW   | 81180100005 | Bönnigheim   | ⊙        | 0,3           | 7. Juli 1989 |
| Pflanzenstandort „Frauenberg“                     | BW   | 81180100008 | Bönnigheim   | ⊙        | 0,0           | 7. Juli 1989 |
| Steinbruch Heide                                  | BW   | 81180100010 | Bönnigheim   | ⊙        | 0,4           | 7. Juli 1989 |
| Wäldle                                            | BW   | 81180100012 | Bönnigheim   | ⊙        | 0,3           | 7. Juli 1989 |
| Legende für Naturdenkmal                          |      |             |              |          |               |              |

## Einzelgebilde (END)
| Name                          | Bild | Kennung     | Einzelheiten | Position | Fläche Hektar | Datum        |
| ----------------------------- | ---- | ----------- | ------------ | -------- | ------------- | ------------ |
| Fünf Kopfweiden               | BW   | 81180100006 | Bönnigheim   | ⊙        | 0,0           | 7. Juli 1989 |
| 1 Mostbirnbaum                | BW   | 81180100004 | Bönnigheim   | ⊙        | 0,0           | 7. Juli 1989 |
| 1 Speierling                  | BW   | 81180100013 | Bönnigheim   | ⊙        | 0,0           | 2. Apr. 1993 |
| 1 Stieleiche "Zwillingseiche" | BW   | 81180100002 | Bönnigheim   | ⊙        | 0,0           | 7. Juli 1989 |
| 1 Winterlinde Bönnigheim      |      | 81180100001 | Bönnigheim   | ⊙        | 0,0           | 7. Juli 1989 |
| Legende für Naturdenkmal      |      |             |              |          |               |              |